# Hialina (banda)
Hialina es una banda colombiana de metalcore con fusiones de electrónica (metalcore-electrónica) formada en 2007 en la ciudad de Medellín, Antioquía. Desde su formación David Orjuela (batería, compositor, producción), Juan Sebastián Velázquez (bajo) y Juan Carlos Vinchira (guitarra líder, coros) han estado en la banda hasta el presente, en 2009 se une al grupo Andrés Guerrero Beyer (guitarra, coros) y finalmente en 2019 ingresa Víctor Mackey (voz, screams), los cuales hacen conforman el Line Up actual de la agrupación.  Hialina es una banda representativa en el género del metalcore en Colombia y es reconocida por la electrónica que usa en sus canciones, dándole ese tinte único que la identifica. La banda ha inspirado sus letras en el amor, el desamor, la revolución, la sociedad, la religión y la evolución.
Hialina ha lanzado tres álbumes de estudio: Idiopática (2009), El Silencio del Alma (2011) y Reflexiones (2013), también ha publicado un EP llamado Defectos (2007). El grupo ha participado en varios conciertos en Colombia y realizó una gira en 2016 por México llamada Hialina Tour México 2016. La banda también fue nominada a los premios Revista Shock en 2008 como "mejor nueva banda Rock 2.0".  Actualmente Hialina se encuentra en producción del álbum Paralelos cuyo lanzamiento, según fuentes oficiales y su propia página web, se dará en el presente año (2017), sin embargo el grupo lanzó un videoclip de la canción Paralelos como sencillo en 2015 y en 2016 lanzan otro sencillo llamado Te Falle.

## Historia
Los miembros de la banda se conocen con la llegada de David Orjuela a la ciudad de Medellín en el año 2007, quien proviene de la capital de Colombia (Bogotá), en conjunto con Camilo "Baco" (screams), Juan Sebastián Velázquez (bajo) y Juan Carlos Vinchira (guitarra), los cuatro inician el proyecto Hialina ese mismo año enfocado al grindcore; en 2008 entra a hacer parte de la banda "Kenji" como segunda guitarra y voz melódica, con la entrada de este nuevo integrante la banda cambia su enfoque inicial al post-harcore con infusiones de electrónica, este nuevo sonido los lleva a ser nominados a los premios de la Revista Shock de Colombia como "Mejor nueva banda Rock 2.0" ese mismo año. En 2009 "Kenji" se retira de la banda, dándole paso a Andrés Guerrero Beyer (segunda guitarra) y actual integrante de la banda.  Hialina se mantiene con sus mismos integrantes, realizando conciertos y giras a nivel nacional hasta el año 2011 cuando Camilo "Baco" (uno de sus fundadores), por razones personales, se debe retirar de la banda, en reemplazo a él ingresan Steven Álvarez y Santiago Arroyave como nuevas voces de Hialina. En 2013 el grupo recibe un nuevo cambio en sus vocalistas, los que salen de la banda en esta ocasión son Steven Álvarez y Santiago Arroyave, dejando así la puerta abierta para Diego Cadavid (voz melódica) y Arley Valencia (screams), con quienes la banda se presenta en el Altavoz Fest Internacional en 2014.  Dos años después, de esta última reforma, dejan el grupo Diego Cadavid, quien decide iniciar su carrera como solista, y Arley Valencia, quien deseaba iniciar su propia banda; con la salida de estos dos vocalistas llega John Aristizabal, este último fue la voz y screamer hasta finales de 2019 quién, por cuestiones personales y nuevos proyectos, da un paso al lado de la banda para que Víctor Mackey realice su debout como nuevo vocalista de Hialina en el Urbana Rock de Barranquilla el 15 de diciembre de 2019.
Hialina ha participado en varios conciertos de reconocimiento nacional como el Criolli Fest, 12° Aniversario de la Revista Shock, Conciertos Ciudad Altavoz, Altavoz Fest Internacional y su propia Gira en México Hialina México Tour 2016.

## Miembros
Miembros actuales
- David Orjuela: batería, percusión (2007-presente)
- Juan Sebastián Velázquez: bajo (2007-presente)
- Juan Carlos Vinchira: guitarra, coros ocasionalmente (2007-presente)
- Andrés Guerrero Beyer: guitarra, coros ocasionalmente (2009-presente)
- Víctor Mackey: voz, screams (2019-presente)

## Discografía
Álbumes de estudio
- 2007: Defectos EP[19]
- 2009: Idiopática[20]
- 2011: El Silencio del Alma[21]
- 2013: Reflexiones[22]
- 2018: Paralelos[23]
- 2020: Estructuras (En Estudio)

## Conciertos
- Criolli Fest Bogotá (2007)
- Criolli Fest Cali II (2009)
- Underoath Tour Sur América (2009)[24]
- Concierto Ciudad Altavoz 2009 (2009)
- As I Lay Dying Colombian Tour (2010)
- Concierto Ciudad Altavoz 2011 (2011)
- 12° Aniversario Revista Shock Colombia (2012)
- Concierto Ciudad Altavoz 2013 (2013)
- Concierto Ciudad Altavoz 2014 (2014)[25]
- Concierto Altavoz Internacional 2014 (2014)[26]
- Hialina México Tour 2016[6] (2016)
- Concierto Ciudad Altavoz 2017 (2017)
- Concierto Altavoz Internacional (2017)[27][14][11][16][17]
- Force Metal Fest, México (2018)[28][29][30][31][32][33][34]
- Urbana Rock, Barranquilla - Colombia (2019)
- Prefiesta Día de Rock, Colombia (2020)